# Carlos Queiroz
Carlos Manuel Brito Leal Queiroz (Nampula, 1 de marzo de 1953) es un director técnico y exfutbolista portugués que se desempeñaba como guardameta. Actualmente dirige a la selección de Omán.
Se ha desempeñado como entrenador de la selección nacional de su Portugal natal, los Emiratos Árabes Unidos, Sudáfrica, Irán, Colombia y Egipto. A nivel de clubes, también ha dirigido al Sporting de Lisboa, los Metrostars de Nueva York en la Major League Soccer y el club español Real Madrid. También tuvo dos períodos como asistente del entrenador de Alex Ferguson en el club inglés Manchester United. Es uno de los pocos entrenadores en haber dirigido en cinco continentes.
Queiroz ha ganado varios premios como entrenador en los niveles juveniles y ha tenido éxito en los niveles senior y de club, principalmente como asistente del entrenador de Alex Ferguson. En 1998, fue autor del Informe Q, que detalla los planes para mejorar el desarrollo de los futbolistas en los Estados Unidos.
Queiroz es el entrenador con más años de servicio en la historia de la selección nacional de Irán, sirviendo durante casi ocho años entre 2011 y 2019. Regresó al cargo para la campaña de la Copa Mundial 2022. Es el único entrenador en la historia del país que los dirigió en tres Mundiales seguidos.

## Biografía

### Como jugador
Tras haber jugado al fútbol profesionalmente como guardameta durante seis años en el Ferroviário de Nampula, de su natal África Oriental Portuguesa, se retira de la actividad, terminando sus estudios de Ingeniería Mecánica en la Universidad Lourenço Marques.

### Formación académica
Tras la independencia de Mozambique en 1975, decide trasladarse a Portugal, al igual que muchos otros portugueses y sus descendientes, donde se dedica a sus estudios ingresando al Instituto Superior de Educación en la facultad de motricidad humana de la actual Universidad Técnica de Lisboa, misma en la que estudió José Mourinho.

## Trayectoria como entrenador
Fue el técnico responsable de la selección portuguesa y del Sporting de Lisboa, además de dirigir otros equipos y selecciones de menor entidad. Es miembro del departamento técnico de la FIFA desde 1990.

### Seleccionador portugués
En 1989 estuvo a cargo de las selecciones juveniles sub-16 y sub-20 de Portugal. En ambas categorías, acaeció la etapa de oro del fútbol portugués, ya que se quedaron en el tercer puesto con la sub-16 y 1.º con la sub-20 en los Campeonatos del Mundo de Fútbol. Queiroz fue ratificado en su puesto y en el año 1991 ganó la Copa Mundial de Fútbol Juvenil de 1991 con la selección sub-20, dirigiendo a jugadores como Luís Figo, Fernando Couto, Joao Pinto y Rui Costa. Queiroz había sido el entrenador de los únicos logros de la selección lusa a nivel FIFA y fue ascendido para dirigir a la selección absoluta de Portugal en el mismo año de 1991. Sin embargo, Queiroz no logró clasificar al equipo para el Mundial de 1994, por lo que fue despedido de su cargo.
Posteriormente, fichó por el Sporting de Lisboa.
Entre 1994 y 1999, Queiroz dirigió a diversos equipos y selecciones sin pena ni gloria. Pero obtuvo el mérito de clasificar a la selección de Sudáfrica para el Mundial de 2002, donde cayó en la primera fase.

### Asistente en Manchester United
A partir de entonces, se cruzaron los caminos de Carlos Queiroz y el representante portugués Jorge Mendes, quien consiguió que el Manchester United confiase en Queiroz como segundo técnico de Alex Ferguson en la temporada 2002-03, con el que consiguió proclamarse campeón de la Premier League, fue finalista de la Copa de la Liga y llegó hasta cuartos de Liga de Campeones, donde sus pupilos fueron eliminados por el Real Madrid CF.

### Real Madrid
Ante la exitosa temporada del equipo, Jorge Mendes negoció su salida del club y lo llevó hasta el Real Madrid en la temporada 2003-2004 como sustituto de Vicente del Bosque. Florentino Pérez buscó con él un cambio de ciclo que se suponía no era capaz de aportar Del Bosque, quien en su última campaña logró ganar tres títulos. A pesar de que Queiroz obtuvo muy buenos resultados en la primera mitad de la temporada, finalmente solo consiguió el título de la Supercopa de España. Mientras que, en la Champions League, quedó eliminado en cuartos de final por el AS Monaco, perdió la final de la Copa del Rey frente al Zaragoza y acabó en cuarta posición en la liga después de encadenar cinco derrotas consecutivas en los últimos cinco partidos, lo que supone hasta la fecha un récord negativo histórico en el club. Al concluir la campaña, Queiroz fue destituido. En su etapa en el Real Madrid, se caracterizó por no realizar cambios.

### Regreso al Manchester United
Tras dejar el banquillo merengue, volvió al Manchester United para desempeñar de nuevo la función de ayudante de Ferguson.

### Seleccionador de Portugal
El 11 de julio de 2008, Queiroz fue anunciado como nuevo seleccionador absoluto de Portugal. Logró clasificar al conjunto portugués para el Mundial de Sudáfrica 2010. Allí tuvo la oportunidad de defender el cuarto puesto alcanzado en el Mundial anterior, en Alemania, esta vez de la mano de jugadores de la talla de Cristiano Ronaldo, Nani, Simão Sabrosa y Ricardo Carvalho. Pero vio finalizado su sueño tras encontrar la derrota por 1-0 contra España en octavos de final, y fue destituido poco después de la eliminación.

### Seleccionador de Irán
En abril de 2011, Queiroz aceptó ser el nuevo técnico de la selección de fútbol de Irán, logrando llevar al combinado persa al Mundial de 2014. Pese a que había anunciado que dejaría la selección iraní al concluir el torneo, donde no pudo pasar de la fase de grupos, posteriormente acabaría renovando su contrato por cuatro años más. En marzo de 2015, tras la eliminación en cuartos de final de la Copa Asia y manteniendo diferencias con la Federación, abandonó el banquillo persa. Pero, 3 días después, fue recontratado para dirigir a la selección de Irán que consiguió clasificar para el Mundial de Rusia 2018. Queiroz fue el director técnico de la selección de Irán en Rusia 2018, siendo el segundo Mundial consecutivo para Irán, algo inédito en la historia del país. A pesar de cuajar buenas actuaciones, y derrotar a Marruecos 1 a 0 en su partido de debut, no pudo pasar de la primera fase. El 28 de enero de 2019, tras caer eliminado de la Copa de Asia, anunció que no iba a continuar en el cargo.

#### Estadísticas en laIRNselección de Irán
| Año   | PJ  | G  | E  | P  | GF  | GE | DG  |
| ----- | --- | -- | -- | -- | --- | -- | --- |
| 2011  | 14  | 11 | 2  | 1  | 35  | 5  | 30  |
| 2012  | 14  | 4  | 7  | 3  | 16  | 11 | 5   |
| 2013  | 9   | 7  | 1  | 1  | 22  | 6  | 16  |
| 2014  | 10  | 3  | 4  | 3  | 9   | 9  | 0   |
| 2015  | 15  | 10 | 4  | 1  | 33  | 10 | 23  |
| 2016  | 10  | 8  | 2  | 0  | 27  | 2  | 25  |
| 2017  | 11  | 7  | 3  | 1  | 14  | 6  | 8   |
| 2018  | 15  | 9  | 3  | 3  | 19  | 10 | 9   |
| 2019  | 6   | 4  | 1  | 1  | 12  | 3  | 9   |
| Total | 104 | 63 | 27 | 14 | 180 | 60 | 120 |

### Seleccionador de Colombia
El 7 de febrero del 2019, fue presentado como nuevo técnico de la selección de fútbol de Colombia. No correría con suerte en la Copa América 2019, donde llegó hasta cuartos de final, perdiendo con Chile en la tanda de penaltis. El 17 de noviembre de 2020, Colombia perdió 6-1 contra Ecuador, y esto, sumado a la derrota 0-3 contra Uruguay en Barranquilla por eliminatorias para Catar 2022, dejaría a Queiroz en un estado de debilidad al frente del combinado cafetero. El 1 de diciembre de 2020, el entrenador lusitano llegó a un acuerdo con la FCF para desvincularse de la selección.

#### Estadísticas en la selección de Colombia
| Selección                       | Competición       | Partidos | Partidos | Partidos | Partidos | Goles | Goles | Goles   | Rendimiento |
| Selección                       | Competición       | PJ       | PG       | PE       | PP       | GF    | GE    | DG      | Rendimiento |
| ------------------------------- | ----------------- | -------- | -------- | -------- | -------- | ----- | ----- | ------- | ----------- |
| Colombia absoluta               |                   |          |          |          |          |       |       |         |             |
| Amistosos                       | 10                | 5        | 3        | 2        | 12       | 7     | +5    | 60 %    |             |
| Copa América 2019               | 4                 | 3        | 1        | 0        | 4        | 0     | +4    | 83.33 % |             |
| Eliminatorias mundialistas 2022 | 4                 | 1        | 1        | 2        | 6        | 11    | –5    | 33.33 % |             |
| Consolidado total               | Consolidado total | 18       | 9        | 5        | 4        | 22    | 18    | +4      | 59.26 %     |

### Seleccionador de Egipto
En septiembre de 2021, accedió al cargo de seleccionador de Egipto. En abril de 2022, tras no poder clasificarse para el Mundial de Catar, fue cesado en sus funciones.

### Seleccionador de Irán
El 7 de septiembre de 2022, se confirmó su vuelta a la selección de fútbol de Irán, con el objetivo de hacer un buen papel en el Mundial de Catar 2022. El 31 de enero de 2023, anunció que no continuaría como seleccionador del combinado asiático.

### Seleccionador de Catar
El 6 de febrero de 2023, la Asociación de Fútbol de Catar anunció su llegada como nuevo seleccionador de Catar, en reemplazo del español Félix Sánchez Bas. Sin embargo, en diciembre del mismo año, rescindió su contrato con el mencionado organismo "de mutuo acuerdo".

### Seleccionador de Omán
El 15 de julio de 2025, fue confirmado como entrenador de la selección de Omán.

## Clubes

### Como jugador
| Equipo                 | País                       | Año       |
| ---------------------- | -------------------------- | --------- |
| Ferroviário de Nampula | África Oriental Portuguesa | 1968-1974 |

### Como asistente
| Club              | País       | Temporadas | Asistente de  |
| ----------------- | ---------- | ---------- | ------------- |
| Estoril Praia     | Portugal   | 1984       | Mário Wilsón  |
| Manchester United | Inglaterra | 2002-2003  | Alex Ferguson |
| Manchester United | Inglaterra | 2004-2008  | Alex Ferguson |

### Como entrenador
| Equipo              | País                   | Año           |
| ------------------- | ---------------------- | ------------- |
| Selecciones menores | Portugal               | 1989-1991     |
| Selección absoluta  | Portugal               | 1991-1993     |
| Sporting de Lisboa  | Portugal               | 1994-1996     |
| MetroStars          | Estados Unidos         | 1996          |
| Nagoya Grampus      | Japón                  | 1996-1997     |
| Selección absoluta  | Emiratos Árabes Unidos | 1998-1999     |
| Selección absoluta  | Sudáfrica              | 2000-2002     |
| Real Madrid         | España                 | 2003-2004     |
| Selección absoluta  | Portugal               | 2008-2010     |
| Selección absoluta  | Irán                   | 2011-2018     |
| Selección absoluta  | Colombia               | 2019-2020     |
| Selección absoluta  | Egipto                 | 2021-2022     |
| Selección absoluta  | Irán                   | 2022-2023     |
| Selección absoluta  | Catar                  | 2023          |
| Selección absoluta  | Omán                   | 2025-presente |

## Estadísticas como entrenador
Actualizado y corregido hasta su último partido dirigido, el día 21 de noviembre de 2023.
| Selecciones menores de Portugal     | Enero de 1989           | Septiembre de 1991      | Desconocido | Desconocido | Desconocido | Desconocido | Desconocido | Desconocido | Desconocido | Desconocido |
| Selección de Portugal               | 4 de septiembre de 1991 | 17 de noviembre de 1993 | 23          | 10          | 8           | 5           | 28          | 14          | +14         | 55.07 %     |
| Sporting de Lisboa                  | 1 de junio de 1994      | 1 de junio de 1996      | 68          | 45          | 17          | 6           | 128         | 51          | +77         | 74.51 %     |
| MetroStars                          | 18 de julio de 1996     | 19 de noviembre de 1996 | 24          | 12          | 0           | 12          | 32          | 34          | –2          | 50 %        |
| Nagoya Grampus                      | 21 de noviembre de 1996 | 21 de noviembre de 1997 | 38          | 19          | 0           | 19          | 6           | 9           | –3          | 50 %        |
| Selección de Emiratos Árabes Unidos | 19 de enero de 1998     | 18 de enero de 1999     | 16          | 8           | 2           | 6           | 28          | 26          | +2          | 54.17 %     |
| Selección de Sudáfrica              | 7 de octubre de 2000    | 30 de marzo de 2002     | 24          | 10          | 8           | 6           | 24          | 19          | +5          | 52.78 %     |
| Real Madrid                         | 25 de junio de 2003     | 31 de mayo de 2004      | 59          | 34          | 11          | 14          | 113         | 75          | +38         | 63.84 %     |
| Selección de Portugal               | 11 de julio de 2008     | 9 de septiembre de 2010 | 27          | 15          | 9           | 3           | 49          | 18          | +31         | 66.67 %     |
| Selección de Irán                   | 4 de abril de 2011      | 28 de enero de 2019     | 104         | 63          | 27          | 14          | 181         | 60          | +121        | 69.23 %     |
| Selección de Colombia               | 7 de febrero de 2019    | 1 de diciembre de 2020  | 18          | 9           | 5           | 4           | 22          | 18          | +4          | 59.26 %     |
| Selección de Egipto                 | 8 de septiembre de 2021 | 10 de abril de 2022     | 20          | 11          | 6           | 3           | 25          | 9           | +16         | 65 %        |
| Selección de Irán                   | 7 de septiembre de 2022 | 30 de noviembre de 2022 | 7           | 3           | 1           | 3           | 7           | 10          | –3          | 47.62 %     |
| Selección de Catar                  | 6 de febrero de 2023    | 5 de diciembre de 2023  | 11          | 4           | 3           | 4           | 18          | 16          | +2          | 45.45 %     |
| Selección de Omán                   | 15 de julio de 2025     |                         | 0           | 0           | 0           | 0           | 0           | 0           | 0           | 0 %         |
| Total                               | Total                   | Total                   | 437         | 244         | 97          | 96          | 661         | 358         | +303        | 63.24 %     |

## Palmarés

### Como entrenador
| Título                | Equipo             | Sede           | Año     |
| --------------------- | ------------------ | -------------- | ------- |
| Mundial sub-20        | Portugal sub-20    | Arabia Saudita | 1989    |
| Eurocopa sub-16       | Portugal sub-16    | Dinamarca      | 1989    |
| Mundial sub-20        | Portugal sub-20    | Portugal       | 1991    |
| Supercopa de Portugal | Sporting de Lisboa | Portugal       | 1994-95 |
| Copa de Portugal      | Sporting de Lisboa | Portugal       | 1994-95 |
| Supercopa de España   | Real Madrid        | España         | 2003-04 |

### Como asistente
- Supercopa de Inglaterra con el Manchester United (2002-03)
- Premier League con el Manchester United (2002-03)
- Copa de la Liga de Inglaterra  con el Manchester United (2005-06)
- Premier League con el Manchester United (2006-07)
- Premier League con el Manchester United (2007-08)
- Champions League con el Manchester United (2007-08)